# Жозе-Тьєрі Горон
Жозе-Тьєрі Горон (фр. José-Thierry Goron, нар. 1 квітня 1977, Шельшер) — мартинікський футболіст, який грає на позиції нападника. Відомий за виступами в низці мартиніканських клубів та у складі збірної Мартиніки.

## Клубна кар'єра
Жозе-Тьєрі Горон розпочав виступи на футбольних полях у 2000 році в мартиніканському клубі «Каз-Пілот», у якому грав до 2004 року. У 2004 році Горон став гравцем іншого мартиніканського клубу «Клуб Францискен», у якому грав до 2008 року, тричі поспіль вигравши у складі клубу першість Мартиніки, а також тричі ставав володарем Кубка Мартиніки. У 2008 році футболіст удруге став гравцем клубу «Каз-Пілот», з яким у 2010 році став володарем Кубка Мартиніки. У 2011 році Жозе-Тьєрі Горон став гравцем клубу «Рив'єр-Пілот», з яким у перший сезон виступів став чемпіоном Мартиніки, а в наступному сезоні став володарем Кубка Мартиніки. У 2014 році Горон став гравцем клубу «Голден Ліон», і в першому сезоні виступів за новий клуб він здобув у складі нової команди звання чемпіона острова, відзначившись за сезон 30 забитими м'ячами, а в наступному сезоні в складі «Голден Ліона» зробив золотий дубль. З початку 2019 року Жозе-Тьєрі Горон грав у складі мартиніканського клубу «Еглон дю Ламантен». З 2020 року футболіст грає в клубі «Клуб Колоніаль».

## Виступи за збірну
У 2002 році Жозе-Тьєрі Горон дебютував у складі збірної Мартиніки. У складі збірної грав у розіграшах Карибського кубка та у відбіркових матчах Золотого кубка КОНКАКАФ. У складі збірної грав до 2015 року, провів у складі збірної 50 матчів, у яких відзначився 17 забитими м'ячами.